# Temporada de tufões no Pacífico de 1970
A temporada de tufões no Pacífico de 1970 não tem limites oficiais; durou o ano todo em 1970, mas a maioria dos ciclones tropicais tende a se formar no noroeste do Oceano Pacífico entre junho e dezembro. Essas datas delimitam convencionalmente o período de cada ano em que a maioria dos ciclones tropicais se forma no noroeste do Oceano Pacífico.
O escopo deste artigo é limitado ao Oceano Pacífico, ao norte do equador e a oeste da Linha de Data Internacional. As tempestades que se formam a leste da linha de data e ao norte do equador são chamadas de furacões; ver temporada de furacões no Pacífico de 1970. Tempestades tropicais formadas em toda a bacia do Pacífico oeste receberam um nome do Joint Typhoon Warning Center. As depressões tropicais nesta bacia têm o sufixo "W" adicionado ao seu número. As depressões tropicais que entram ou se formam na área de responsabilidade das Filipinas recebem um nome da Administração de Serviços Atmosféricos, Geofísicos e Astronômicos das Filipinas ou PAGASA. Muitas vezes, isso pode resultar na mesma tempestade com dois nomes.

## Resumo sazonal
27 depressões tropicais se formaram este ano no Pacífico Ocidental, das quais 24 se tornaram tempestades tropicais. 12 tempestades atingiram a intensidade do tufão, das quais 7 atingiram a força do supertufão.

### Tufão Nancy (Atang)
Nancy se originou da interação entre uma ITCZ ativa e uma frente fria perto das Ilhas Carolinas e do equador em meados de fevereiro. Um aumento na convecção foi mostrado por satélites meteorológicos em 18 de fevereiro e no dia seguinte uma aeronave de reconhecimento encontrou uma depressão fraca ao sul das Ilhas Carolinas. A depressão moveu-se para o oeste, suprimida para o sul por uma crista de alta pressão ao norte e gradualmente se fortaleceu em uma tempestade tropical e recebeu o nome de Nancy no início de 20 de fevereiro. Nancy tornou-se um tufão no dia 22, cerca de 160 quilômetros a noroeste de Woleai. Em 23 de fevereiro, Nancy passou para o norte de Yap, onde ocorreram fortes ventos fortes. Continuando a encontrar condições mais favoráveis, Nancy conseguiu atingir um pico de intensidade de 230 km/h (140 mph) e uma pressão de 952 hPa (28.1 inHg) em 24 de fevereiro. Isso foi o equivalente a um furacão de categoria quatro. É raro ter um tufão dessa magnitude durante o mês de fevereiro, conforme observado pelo JTWC, apenas Irma da temporada de 1953 atingiu a mesma intensidade na época. À medida que Nancy se aproximava das Ilhas Filipinas, o tufão atravessou o âmbito ocidental da cordilheira que o mantinha ao sul, permitindo que ele se movesse mais na direção norte. Durante o 25 Nancy passou a leste da costa das ilhas mais orientais das Filipinas. Na ilha de Catanduanes, a orla do olho roçava a costa oriental. Uma estação loran da Guarda Costeira dos EUA em Catanduanes registrou ventos intensos, momento em que o equipamento apresentou defeito. A tempestade encontrou um ambiente hostil a nordeste de Lução e começou a enfraquecer. Em 26 de fevereiro, Nancy havia se tornado uma tempestade tropical e logo depois fez a transição para um ciclone extratropical e mudou-se para o oceano aberto. Em 28, o que restava de Nancy era uma crista frontal.
Nancy causou danos significativos às Filipinas e ilhas vizinhas. Particularmente atingidas foram as ilhas de Catanduanes e Samar. Os danos foram estimados em cerca de um milhão de dólares, com 5.000 famílias desabrigadas. Na Ilha de Yap, uma forte tempestade causou $ 160.000 em danos, felizmente ninguém morreu. Um navio americano de 6.065 toneladas, Antinous, encontrou o impacto total do tufão pouco antes da meia-noite de 24 de fevereiro. Os registros do navio registram ondas do mar de mais de 40 pés, ventos acima de 100 nós, uma pressão central de 953 milibares e três dos grandes tanques de butano do navio no convés principal se soltaram durante a tempestade junto com uma parte de seu baluarte.

### Tufão Olga (Deling)
Em meados de junho, uma mudança na corrente de jato em grande parte do Oceano Pacífico causou um aumento na frequência das ondas tropicais; um se tornando o precursor de Olga. A onda foi notada pela primeira vez perto das Ilhas Marshall, particularmente na Ilha de Majuro em 24 de junho. À medida que se movia para o oeste, os satélites meteorológicos retratavam que a onda havia começado a se organizar com convecção considerável e bandas de tempestade em espiral à medida que se aproximava das Ilhas Carolinas Centrais. Devido à proximidade das ondas com uma área de alta pressão ao norte, fortes ventos de leste aceleraram para oeste. O aumento da velocidade de avanço inibiu o estabelecimento de uma circulação até que estivesse ao sul de Guam no início de 29 de junho. Mais tarde naquele dia, o reconhecimento encontrou um centro fechado e ventos fortes, levando o JTWC a atualizar a baixa para uma tempestade tropical e recebeu o nome de Olga. Ao entrar no Mar das Filipinas, a cordilheira que o mantinha ao sul começou a enfraquecer, permitindo que Olga se movesse na direção noroeste. À medida que Olga entrava em um ambiente cada vez mais favorável, a tempestade diminuiu sua velocidade de avanço e se transformou em um tufão no final de 29 de junho. Seguiu-se uma rápida intensificação quando o sistema atingiu o fundo a uma pressão de 904 hPa (26.7 inHg) e ventos de 260 km/h (160 mph) em 1º de julho. A rápida queda de 62 milibares entre 30 de junho e 1º de julho causou um intenso perfil de vento ao redor do pequeno olho. A tempestade seguiu uma quebra no cume e moveu-se para o norte enquanto enfraquecia gradualmente. Enquanto Olga passava a leste de Taiwan, uma onda curta vinda da China continental deu um componente de leste ao movimento da tempestade. Uma baixa se desenvolveu após a onda curta e começou a influenciar Olga, fazendo com que o tufão enfraquecesse. O ar seco logo entrou na circulação, reduzindo a convecção geral do sistema. Em 5 de julho, Olga atingiu a região de Kansai, no Japão, ao sul de Osaka, como uma tempestade tropical. O sistema continuou no Mar do Japão e se fundiu com uma frente fria. A mínima restante rastreou a Coreia do Sul antes de se dissipar completamente em 7 de julho.
Olga foi um tufão muito intenso, causando cerca de dez milhões de dólares só para o Japão. Ao passar pelas ilhas Ryukyu, as medições do vento chegaram a 210 km/h (130 mph) em 4 de julho. Chuvas fortes ocorreram no Japão, de até 14 polegadas em algumas áreas, causaram deslizamentos de terra e extensas inundações; matando 20. Na Coreia do Sul, 29 mortes foram causadas pelas fortes chuvas associadas aos remanescentes de Olga.

### Tempestade Tropical Severa Pamela (Klaring)
Formado em 28 de junho, Pamela viajou lentamente em direção às Filipinas e atingiu a costa no final de 30 de junho. A tempestade tropical trouxe chuvas e ventos para as Filipinas, mas nenhum dano maior foi relatado. Tendo enfraquecido muito após o desembarque, Pamela degenerou em uma baixa remanescente e se dissipou sobre o Mar da China Meridional em 1º de julho, assim que o super tufão de categoria 5 Olga atingiu seu pico.

### Tempestade Tropical Severa Ruby (Emang)
A tempestade tropical Ruby se formou como um distúrbio a leste das Filipinas. Ele viajou lentamente para oeste-sudoeste, tornando-se uma tempestade tropical no dia 12. Atravessou a parte norte de Luzon antes de atingir a China no dia 15. A tempestade tornou-se extratropical sobre a China e prosseguiu para o noroeste, cruzando Hokkaido antes de se dissipar sobre as Ilhas Aleutas.

### Tempestade Tropical Sally
A tempestade tropical Sally permaneceu longe da costa durante sua vida. Formou-se como uma perturbação no Pacífico no dia 18, tornou-se uma tempestade tropical no dia 21, tornou-se extratropical no dia 22 e dissipou-se no dia seguinte.

### Tempestade Tropical Therese
A tempestade tropical Therese também permaneceu no mar durante sua vida. Formou-se como um distúrbio no dia 30, depois virou para noroeste e se tornou uma tempestade tropical, antes de passar por uma transição extratropical e se dissipar sobre o Mar de Bering.

### Tempestade Tropical Violet (Heling)
A tempestade tropical Violet se formou a leste das Filipinas, depois viajou para o oeste, tornando-se uma tempestade tropical antes de atingir Luzon. Violet então cruzou o Mar da China Meridional antes de atingir a China como uma fraca tempestade tropical. Ele se dissipou sobre a China logo depois.

### Tufão Wilda (Iliang)
Uma ampla crista de superfície se desenvolveu na Tempestade Tropical Wilda em 9 de agosto. Depois de derivar para oeste-sudoeste, virou para norte, onde atingiu um pico de 120 ventos de mph no dia 12 perto de Okinawa. Wilda continuou para o norte e enfraqueceu ligeiramente para 169 km/h (105 mph) antes de atingir o oeste de Kyūshū no dia 14. Wilda acelerou para nordeste e tornou-se extratropical no dia 15. O tufão causou fortes chuvas, matando 11 pessoas.

### Tufão Anita
Uma baixa de nível superior contribuiu para a formação da Depressão Tropical 11W em 16 de agosto no norte das Ilhas Marianas. Ele rapidamente se intensificou, atingindo o status de tufão naquela noite. A taxa de intensificação de Anita diminuiu inicialmente, mas como continuou para noroeste no final dos dias 18 e 19, Anita rapidamente se fortaleceu para 249 km/h (155 mph) super tufão. Ele enfraqueceu ao acelerar para o norte-noroeste e atingiu o oeste de Shikoku no Japão no dia 21 como um 185 km/h (115 mph). O Anita, que se tornou extratropical no dia 22, causou 23 mortes e afundou 31 embarcações.

### Tufão Billie (Loleng)
O Tufão Billie se formou no Mar das Filipinas como uma depressão fraca. Ele se intensificou enquanto se dirigia para o norte, tornando-se uma tempestade tropical no dia 23, um tufão no dia 25 e atingindo sua intensidade máxima de ventos de 110 nós e uma pressão central de 945 milibares ao passar pelas ilhas Ryukyu no dia 27. A tempestade atingiu a Coreia do Sul como um tufão equivalente à categoria 1 no dia 29, antes de atingir a Coreia do Norte no dia 30. Os restos de Billie se dissiparam na fronteira sino-soviética logo depois.

### Tufão Clara
A Tempestade Tropical Clara se desenvolveu em 26 de agosto a sudeste do Japão a partir de uma circulação troposférica superior que se separou do vale do Pacífico Médio. Ele rapidamente se fortaleceu e se tornou um tufão no dia 27 a 31,9º Norte, um dos apenas 16 tufões do Pacífico Ocidental a atingir essa força ao norte de 30º N. Clara atingiu o pico em 153 km/h (95 mph) antes de chegar perto do Japão, quando um vale de ondas curtas o forçou bruscamente para o leste. A tempestade manteve sua intensidade até se tornar extratropical em 3 de setembro. Um fato interessante sobre Clara foi que uma missão de reconhecimento voada para o furacão Dot no Pacífico central também voou para Clara no mesmo voo, uma realização incomum normalmente não vista.

### Tempestade Tropical Severa Fran (Norming)
A Tempestade Tropical Fran formou-se a leste das Filipinas no dia 3, depois viajou de forma bastante incomum, afastando-se da costa antes de voltar para ela. Ele passou pela parte norte da Ilha de Taiwan no dia 6, antes de atingir a China no dia 7. Os remanescentes de Fran permaneceram na China por alguns dias antes de se dissiparem.

### Tempestade Tropical Ellen (Oyang)
A Tempestade Tropical Ellen formou-se a leste das Filipinas e viajou para noroeste, tornando-se uma tempestade tropical bem ao sul do Japão. Passou pelas ilhas Ryukyu do sul antes de se dissipar.

### Tufão Georgia (Pitang)
Georgia se originou de uma onda tropical em 7 de setembro e se tornou a Tempestade Tropical Georgia no dia 8. Movendo-se sobre águas mais quentes, Georgia alcançou o status de tufão no final do dia 8 e o status de supertufão no dia 10, desenvolvendo um olho distinto. Georgia continuou a se fortalecer ainda mais e atingiu o pico supertufão de categoria 5 260 km/h (160 mph), assim como o tufão atingiu a costa em Lução. Georgia não deixou cair muita chuva durante sua passagem pelas Filipinas, mas seus fortes ventos causaram 95 baixas (com 80 faltando) e danos em $ 1,4 milhões (1970 USD). A Georgia enfraqueceu muito sobre as Filipinas e emergiu no Mar da China Meridional no dia 12, como um tufão de categoria 1. Uma depressão virou a Georgia para o norte no dia 13, e a Georgia fez seu desembarque final na China, degenerando em uma baixa remanescente no dia 14 e se dissipando completamente no dia 16.

### Tufão Hope
A tempestade mais forte da temporada, Hope, foi um super tufão de categoria 5 muito forte, com pressão chegando a 895 mbar. Hope não afetou a terra e permaneceu bem no mar alto. Formou-se em 19 de setembro e se dissipou em 30 de setembro.

### Tufão Iris
Iris foi o primeiro tufão a se desenvolver no Mar da China Meridional em outubro desde 1957. Iris desenvolveu-se no dia 2 devido a uma linha de cisalhamento. Intensificou-se enquanto viajava lentamente para o norte, atingindo sua intensidade máxima na tarde do dia 6, a 140 milhas ao sul de Hong Kong. As condições ao redor do sistema rapidamente se tornaram desfavoráveis depois disso, enfraquecendo-se rapidamente, finalmente se dissipando no dia 9.

### Tufão Joan (Sening)
Um distúrbio tropical organizou-se na Tempestade Tropical Joan em 10 de outubro, a leste das Filipinas. As condições favoreceram o fortalecimento e Joan alcançou o status de tufão no dia 11. Do final do dia 11 ao início do dia 13, o Tufão Joan se intensificou rapidamente para supertufão de 282 km/h (175 mph). Atingiu o sudeste de Lução com aquela intensidade no dia 13 e cruzou o arquipélago. Depois de enfraquecer para um tufão mínimo, Joan virou para o noroeste, onde se reintensificou para 185 km/h (115 mph). Ele atingiu a costa leste da ilha de Ainão no dia 16 e se dissipou no dia 18 sobre a China. Joana deixou 768 pessoas mortas (com 193 desaparecidos), e causou $ 74 milhões em danos (1970 USD), principalmente de perdas agrícolas.

### Tufão Kate (Titang)
A Tempestade Tropical Kate se desenvolveu logo atrás do Tufão Joan, a leste do sul das Filipinas, em 14 de outubro. Ele seguiu para o oeste como um pequeno ciclone e se fortaleceu em um tufão no dia 15. Ele atingiu a costa duas vezes, uma nas Filipinas e outra no Vietname, resultando em pelo menos 631 mortes (com 284 desaparecidos) e $ 50 milhões em danos.

### Tufão Louise (Uding)
O Tufão Louise (classificado como uma tempestade tropical pelo JTWC) formou-se como uma perturbação a leste das Filipinas. A perturbação passou por eles antes de se tornar uma tempestade tropical sobre o Mar da China Meridional. Ele atingiu a costa do Vietnã do Sul e se dissipou no Golfo da Tailândia.

### Tempestade Tropical Severa Marge (Wening)
A Tempestade Tropical Marge seguiu um caminho semelhante ao de Louise. Formou-se sobre o Pacífico, tornando-se uma depressão tropical ao sul de Guam. Tornou-se uma tempestade tropical 3 dias depois, cruzou o sul de Lução antes de se dissipar no Mar da China Meridional, na costa vietnamita.

### Tempestade Tropical Nora
A Tempestade Tropical Nora se formou ao sul do Vietnã e começou a se fortalecer, tornando-se uma tempestade tropical no dia seguinte. Ela passou ao sul do Cabo Cà Mau como uma tempestade tropical antes de enfraquecer e se dissipar no Golfo da Tailândia. Os remanescentes de Nora então cruzaram a Península Malaia no dia 5 e contribuíram para a formação do Ciclone de Bhola de 1970 no dia 8, que devastou o Paquistão Oriental (atual Bangladesh).

### Tempestade Tropical Severa Opal
A Tempestade Tropical Opal formou-se como uma perturbação no mar a leste de Mindanao, depois cruzou as Filipinas antes de se tornar uma depressão no Mar da China Meridional. Ele se intensificou em uma tempestade tropical ao virar para o sudoeste sobre o Mar da China Meridional, passando perto do Vietnã, mas se dissipou a sudeste do Delta do Mekong.

### Tufão Patsy (Yoling)
Um distúrbio tropical organizado na Depressão Tropical 27W em 14 de novembro perto das Ilhas Marianas. Um forte cume ao norte o forçou para o oeste, onde se fortaleceu para o status de tempestade tropical no final do dia 14. Patsy se intensificou constantemente, atingindo a força do tufão no dia 16 e atingindo o pico de 155 km/h no dia 18. Seu fluxo foi interrompido pelas Filipinas a oeste, e Patsy atingiu Lução no dia 19 com ventos de 210 km/h (130 mph), tornando-se o terceiro tufão forte desde setembro a atingir a ilha. Depois de cruzar a ilha, Patsy atravessou o Mar da China Meridional, onde as águas mais frias mantinham o sistema como uma tempestade tropical. Em 22 de novembro, Patsy atingiu o Vietnã e se dissipou logo depois. O tufão Patsy foi um dos tufões mais mortíferos a atingir as Filipinas em sua história. 611 pessoas foram mortas (com 351 desaparecidos) na ilha, e 135 pessoas foram mortas no mar devido a falhas de navegação. Como a Guerra do Vietnã estava em alta naquela época, é difícil dizer sobre os danos ou o número de mortos, mas as estimativas dizem que 30 pessoas morreram no Vietnã.

### Tempestade Tropical Ruth (Aning)
A Tempestade Tropical Ruth formou-se como um distúrbio no mar, depois viajou lentamente para o oeste, mas não se intensificou em uma depressão tropical até chegar ao Mar da China Meridional. Tornou-se brevemente uma tempestade tropical ao sul do Delta do Mekong, mas enfraqueceu em uma depressão tropical antes de cruzar o sul do Cabo Cà Mau. Os remanescentes de Ruth se dissiparam na costa da Tailândia.

### Outros sistemas
De acordo com a Agência Meteorológica do Japão, em 2 de setembro, o ciclone tropical Dot cruzou brevemente a Linha Internacional de Data do Pacífico Central para sua área de responsabilidade, voltando mais tarde naquele dia.

## Nomes de tempestade
Os ciclones tropicais do Pacífico Norte Ocidental foram nomeados pelo Joint Typhoon Warning Center. A primeira tempestade de 1970 foi batizada de Nancy e a última foi batizada de Ruth.
| - Agnes - Bonnie - Carmen - Della - Elaine - Faye - Gloria - Hester - Irma - Judy - Kit - Lola - Mamie - Nina - Ora - Phyllis - Rita - Susan - Tess - Viola - Winnie | - Alice - Betty - Cora - Doris - Elsie - Flossie - Grace - Helen - Ida - June - Kathy - Lorna - Marie - Nancy 1W - Olga 2W - Pamela 3W - Ruby 4W - Sally 5W - Therese 8W - Violet 9W - Wilda 10W | - Anita 11W - Billie 12W - Clara 13W - Dot 14C - Ellen 15W - Fran 16W - Georgia 17W - Hope 18W - Iris 19W - Joan 21W - Kate 22W - Louise 23W - Marge 24W - Nora 25W - Opal 26W - Patsy 27W - Ruth 28W - Sarah - Thelma - Vera - Wanda | - Amy - Babe - Carla - Dinah - Emma - Freda - Gilda - Harriet - Ivy - Jean - Kim - Lucy - Mary - Nadine - Olive - Polly - Rose - Shirley - Trix - Virgínia - Wendy |

Um sistema do Pacífico Central desenvolveu-se, o furacão Dot. A política naquela época era usar nomes do Pacífico Ocidental para o Pacífico Central.

### Filipinas
| Atang          | Bising | Klaring                | Deling                | Emang                              |
| Gading         | Heling | Iliang                 | Loleng                | Miding                             |
| Norming        | Oyang  | Pitang                 | Ruping                | Sening                             |
| Titang         | Uding  | Wening                 | Yoling                |                                    |
| Lista auxiliar |        |                        |                       |                                    |
|                |        |                        |                       | Aning                              |
| Bidang         | Kading | Delang (sem ser usado) | Esang (sem ser usado) | Garding (sem usar) (sem ser usado) |

A Administração de Serviços Atmosféricos, Geofísicos e Astronômicos das Filipinas usa seu próprio esquema de nomenclatura para ciclones tropicais em sua área de responsabilidade. A PAGASA atribui nomes às depressões tropicais que se formam dentro de sua área de responsabilidade e a qualquer ciclone tropical que possa se mover para dentro de sua área de responsabilidade. Caso a lista de nomes para um determinado ano se revele insuficiente, os nomes são retirados de uma lista auxiliar, os primeiros 6 dos quais são publicados todos os anos antes do início da temporada. Os nomes não retirados desta lista serão usados novamente na temporada de 1974. Esta é a mesma lista usada para a temporada de 1966. A PAGASA usa seu próprio esquema de nomenclatura que começa no alfabeto filipino, com nomes femininos filipinos terminando com "ng" (A, B, K, D, etc.). Os nomes que não foram atribuídos/vão ser usados são marcados em cinzento.

### Aposentadoria
Devido aos graves danos nas Filipinas, a PAGASA posteriormente retirou os nomes Pitang, Sening, Titang e Yoling. Esses foram substituídos por Pasing, Susang, Tering e Yaning na temporada de 1974. Essa temporada teve o maior número de nomes aposentados pelo PAGASA na época.